# Peter Thomsen
Peter Thomsen (Flensburg 4 april 1961) is een Duits ruiter gespecialiseerd in Eventing. Thomsen nam driemaal deel aan de Olympische Zomerspelen en won hierbij in 2008 en 2012 de gouden medaille in de landenwedstrijd eventing.

## Resultaten
- Olympische Zomerspelen 1996 in Atlanta uitgevallen individueel eventing met White Girl 3
- Wereldruiterspelen 1998 in Rome 43e individueel eventing met Warren Gorse
- Wereldruiterspelen 2002 in Jerez de la Frontera uitgevallen individueel eventing met Vilano
- Olympische Zomerspelen 2008 in Hongkong 37e individueel eventing met The Ghost Of Hamish
- Olympische Zomerspelen 2008 in Hongkong  landenwedstrijd eventing met The Ghost Of Hamish
- Olympische Zomerspelen 2012 in Londen 37e individueel eventing met Barny
- Olympische Zomerspelen 2012 in Londen  landenwedstrijd eventing met Barny
- Wereldruiterspelen 2014 in Normandië 6e individueel eventing met Barny

1912: Nordlander, Adlercreutz, Casparsson,  Horn af Åminne ·
1920: Mörner, Lundström, von Braun,  Dyrsch ·
1924: Van der Voort van Zijp, Pahud de Mortanges, De Kruijff,  Colenbrander ·
1928: Pahud de Mortanges, De Kruijff, Van der Voort van Zijp ·
1932: Thomson, Chamberlin, Argo ·
1936: Stubbendorf, Lippert, von Wangenheim ·
1948: Henry, Anderson, Thomson ·
1952: von Blixen-Finecke, Stahre, Frölén ·
1956: Weldon, Rook, Hill ·
1960: Morgan, Lavis, Roycroft ·
1964: Checcoli, Angioni, Ravano ·
1968: Allhusen, Meade, Jones ·
1972: Meade, Gordon-Watson, Parker, Phillips ·
1976: Coffin, Plumb, Davidson, Tauskey ·
1980: Blinov, Salnikov, Volkov, Rogosjin ·
1984: Plumb, Stives, Fleischmann, Davidson ·
1988: Erhorn, Baumann, Kaspareit, Ehrenbrink ·
1992: Green, Rolton, Hoy, Ryan ·
1996: Schaeffer, Rolton, Hoy, Dutton ·
2000: Dutton, Hoy, Tinney, Ryan ·
2004: Boiteau, Lyard, Courrèges, Teulère, Touzaint ·
2008: Thomsen, Ostholt, Dibowski, Klimke, Romeike ·
2012: Auffarth, Jung, Klimke, Schrade, Thomsen ·
2016: Laghouag, Lemoine, Nicolas, Vallette ·
2020: Collett, McEwen, Townend ·
2024: Canter, Collett, McEwen